# Getxo (Gerichtsbezirk)
Der Gerichtsbezirk Getxo ist einer der sechs Gerichtsbezirke in der Provinz Bizkaia.
Der Bezirk umfasst 12 Gemeinden auf einer Fläche von 129,55 km² mit dem Hauptquartier in Getxo.

## Gemeinden
| Gemeinde             | Einwohner (2024) | Fläche km² | Dichte Einw./km² | Cod INE | Postleitzahl       |
| -------------------- | ---------------- | ---------- | ---------------- | ------- | ------------------ |
| Barrika              | 1.549            | 7,70       | 201              | 48014   | 48650              |
| Berango              | 7.647            | 8,87       | 862              | 48016   | 48640              |
| Gatika               | 1.633            | 17,42      | 94               | 48040   | 48110              |
| Getxo                | 75.981           | 11,89      | 6.390            | 48044   | 48930, 48990–48993 |
| Gorliz               | 6.015            | 10,19      | 590              | 48043   | 48630              |
| Laukiz               | 1.245            | 8,16       | 153              | 48053   | 48111              |
| Leioa                | 32.683           | 8,52       | 3.836            | 48054   | 48940              |
| Lemoiz               | 1.337            | 18,91      | 71               | 48056   | 48620              |
| Maruri-Jatabe        | 1.073            | 15,89      | 68               | 48061   | 48112              |
| Plentzia             | 4.390            | 5,79       | 758              | 48077   | 48620              |
| Sopelana             | 14.940           | 8,39       | 1.781            | 48085   | 48600              |
| Urduliz              | 5.711            | 7,82       | 730              | 48089   | 48610              |
| Gerichtsbezirk Getxo | 154.204          | 129,55     | 1.190            | –       | –                  |